# Dhakari
Dhakari (en népalais : धकारी) est un comité de développement villageois du Népal situé dans le district d'Achham. Au recensement de 2011, il comptait 4 036 habitants.